# 타르페아 절벽

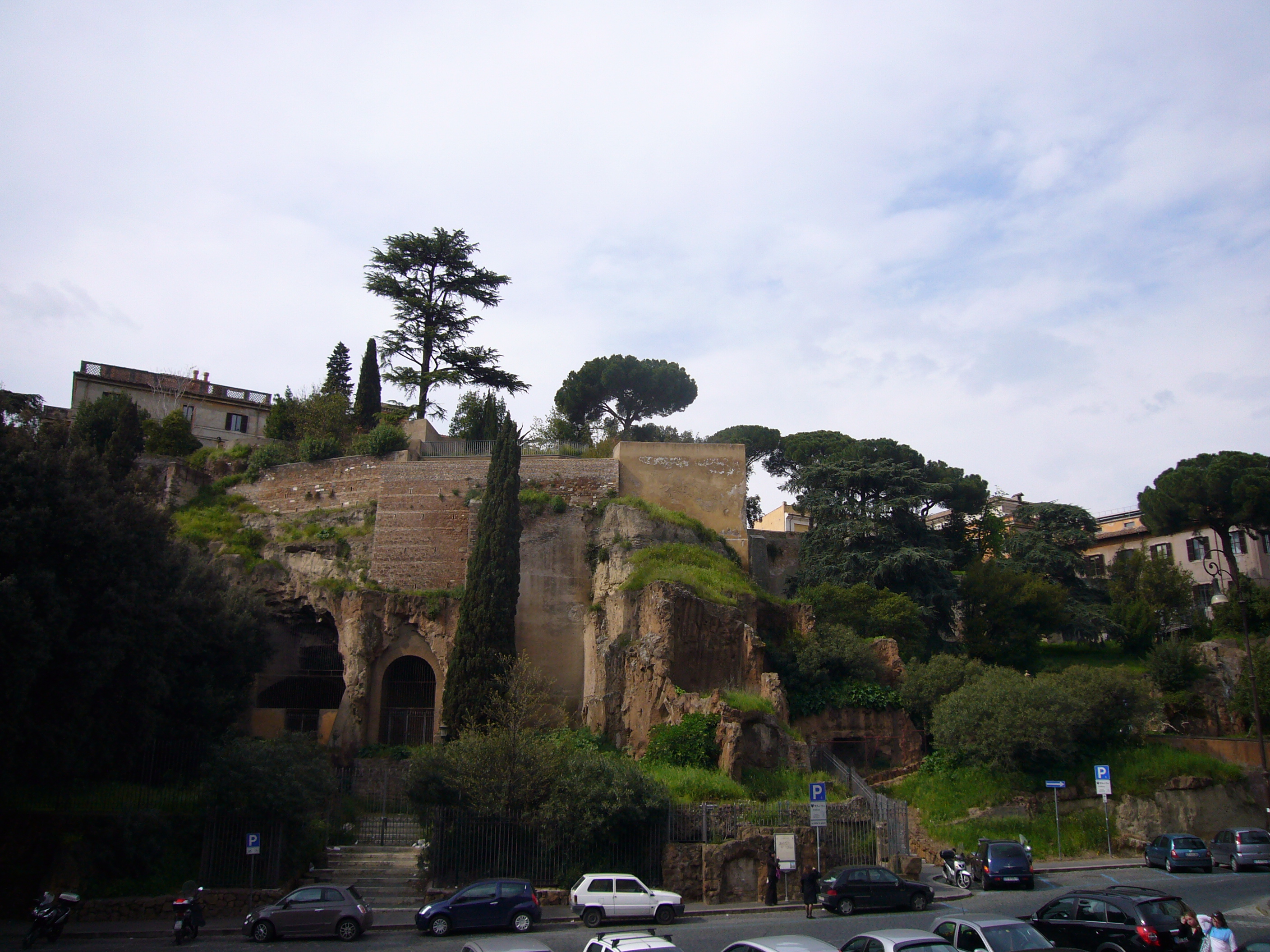
타르페아 바위 유적지, 2008년

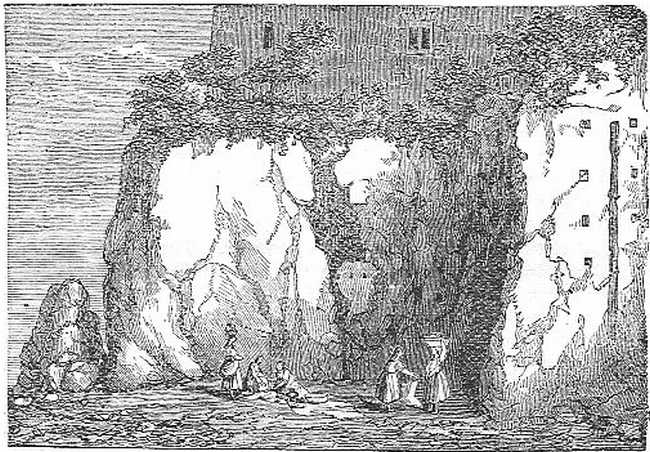
19세기의 타르페아 절벽 에칭

타르페아 절벽(Tarpeian Rock; 라틴어: Rupes Tarpeia 또는 Saxum Tarpeium /tɑːrˈpiːən/[*], 이탈리아어: Rupe Tarpea)은 고대 로마에서 실행. 살인자, 반역자, 위증자, 절도범은 재무관에 의해 유죄 판결을 받으면, 절벽에서 죽음을 맞이했다. 절벽은 높이가 약 25미터였다.

## 역사
초기 로마 역사에 따르면, 사비니의 통치자 티투스 타티우스가 사비니 여인들의 강간(기원전 8세기) 이후 로마를 공격했다. 카피톨리노 언덕에 있는 성채의 총독인 스푸리우스 타르페이우스의 딸인 베스타 신녀 타르페아가 “사비니인들이 준 팔찌”(금 팔찌와 보석으로 장식된 반지)에 대한 대가로 티투스 타티우스가 지키는 성문을 열어서 로마를 배신했다. 리비의 《로마사》의 1권에서 그녀는 사비니인들을 성 안으로 끌여들였지만, 사비니인들은 방패를 던져 그녀를 죽이고, 시신을 절벽에 던졌다. 그녀의 시신은 현재 그녀의 이름을 딴 바위에 묻혔다. 타르페이아가 바위 자체에 묻혔는지 여부와 상관없이 그녀의 기만행위로 바위 이름을 지었다는 점에서 의미가 있다.
기원전 500년경, 로마의 7대 전설적인 왕인 루키우스 타르퀴니우스 슈페르부스는 바위 꼭대기를 평평하게 하여 사비니족이 지은 신전을 없애고, 언덕의 두 정상 사이에 있는 인터몬티움에 유피테르 옵티무스 막시무스 신전을 세웠다. 바위 자체는 리모델링에서 살아남았고, 술라 시대(기원전 1세기 초)까지 처형에 사용되었다. 그러나 시몬 바르 조라의 처형은 베스파시아누스 시대만큼 늦었다.
라틴어 어구인 ‘타르페아 바위는 카피톨리노에 가깝다’(Arx tarpeia Capitoli proxima)라는 말이 있는데, 영화에서 몰락하는 것은 순식간에 올 수 있다는 경고이다.
테르페아 바위에서 쫓겨나는 것은 수치심이라는 낙인을 동반했기 때문에 어떤 관점에서 보면 단순한 죽음보다 더 나쁜 운명이었다. 고대 로마의 표준 처형 방법은 감옥(Tullianum)에서 목을 졸라 죽이는 것이었다. 이 바위는 가장 악명 높은 반역자들을 위해 예비되었으며, 당시 원로원 의원 가이우스 마르키우스 코리올라누스가 평민 호민관에 의해 광란에 빠진 폭도들에 의해 거의 처형될 뻔한 것과 같은 비공식적이고, 초법적인 처형 장소였다.

## 처형된 사람
이곳에서 처형된 사람은 다음과 같다.

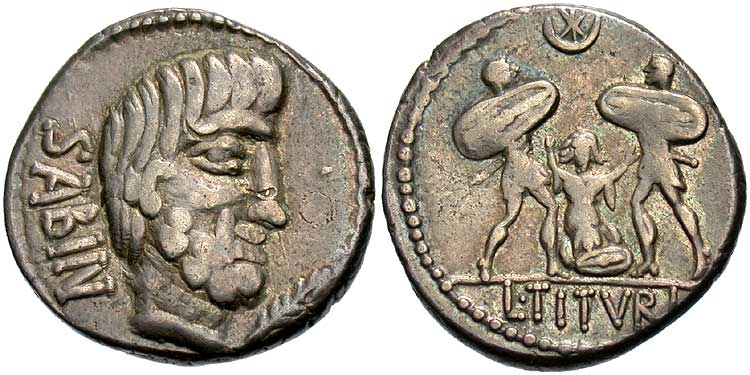
타르페아의 고문. 로마 공화국 주화 (데나리우스), 기원전 89년

- 스푸리우스 카시우스 베첼리누스, 기원전 485년, 반역죄[6]
- 마르쿠스 만리우스 카피톨리누스, 기원전 384년, 소요죄[7]
- 루키우스 코르넬리우스 크리소고누스, 기원전 80년
- 살라에우스 또는 실라이오스, 기원전 6년
- 아일리우스 사투르니누스, 23년
- 섹스투스 마리우스, 티베리우스에 의해 몰수되고 근친상간 혐의로 기소된 후 서기 33년에 처형된 스페인 출신의 부자[8]
- 시몬 바르 조라, 70년

## 같이 보기
- 게모니아이 계단